# Efferia fuscanipennis
Efferia fuscanipennis är en tvåvingeart som först beskrevs av Macquart 1850.  Efferia fuscanipennis ingår i släktet Efferia och familjen rovflugor.
Artens utbredningsområde är Franska Guyana. Inga underarter finns listade i Catalogue of Life.